# Instanciación universal
En lógica de predicados, la instanciación universal (IU, también llamada especificación universal o eliminación universal, y veces confundida con dictum de omni) es una regla de inferencia válida que a partir de una verdad sobre cada miembro de una clase de individuos da la verdad sobre un individuo en particular de esa clase. En general, se administra como una regla de cuantificación para el cuantificador universal pero también puede ser codificado en un axioma. Es uno de los principios básicos utilizados en la teoría de la cuantificación.
Ejemplo: "Todos los perros son mamíferos. Fido es un perro. Por lo tanto Fido es un mamífero."
En símbolos la regla como un esquema del axioma es
{\displaystyle \forall x\,A(x)\Rightarrow A(a/x),}
o algún término a y donde {\displaystyle A(a/x)} es el resultado de la sustitución de a para todas las ocurrecias de x en A.
Y como regla de inferencia es
desde ⊢ ∀x A infer ⊢ A(a/x),
con A(a/x) el mismo que el anterior.
Irving Copi señaló que instanciación universal "...se desprende desde las variantes de las reglas para 'deducción natural', que fueron ideadas independiente por Gerhard Gentzen y Stanislaw Jaskowski en 1934."

## Quine
La instanciación universal y generalización existencial son dos aspectos de un solo principio, porque en vez de decir que "∀ x x=x" implica "Sócrates=Sócrates", podríamos decir también que la negación "Sócrates≠Sócrates" "implica" ∃x x≠x". El principio de esos dos operaciones es el vínculo entre las cuantificaciones y los enunciados singulares que están relacionados con ellos como instancias. Sin embargo, es un principio solamente por cortesía. Sostiene solamente en el caso en que un nombre término y, además, ocurre referencialmente.